# Todiramphus godeffroyi
El alción de las Marquesas (Todiramphus godeffroyi) es una especie de ave coraciforme de la familia Halcyonidae endémica de las islas Marquesas, pertenecientes a la Polinesia francesa.

## Distribución y hábitat
Está confinado en las islas de Hiva’Oa y Tahuata. Su hábitat preferido son los bosques húmedos en valles remotos y arroyos de montaña, aunque también se encuentra en las plantaciones.

## Estado de conservación
La UICN lo clasifica como especie en peligro crítico de extinción. Está amenazado por la destrucción de su hábitat, causada por el ganado doméstico, y la introducción en las islas de especies foráneas, como el búho americano y la rata negra que depredan sobre ellos y sus nidadas, y del miná común que compite con ellos por los lugares de anidación.